# Опорин, Иоганн
Иоганн Опорин (Johannes Oporinus, настоящее имя Иоганн Хербст (нем. Johannes Herbst); 25 января 1507 — 6 июля 1568) — учёный и типограф, профессор греческого языка в базельском университете.

## Наследие
В 1539 году вместе с Робертом Винтером основал типографию, которая дала ряд качественных, ценных изданий древних и средневековых классиков и научных трудов.
Одна из самых известных книг, напечатанных Опорином, — медицинский трактат «О строении человеческого тела» Андреаса Везалия (1543). Кроме того, выпустил первый перевод Корана в редакции Теодора Библиандра (1543), а также первое издание Магдебургских центурий (1559). В 1549 году вместе с Николаусом Брилингером выпустил первое латинское издание «Истории деяний в заморских землях» Гийома Тирского, а в 1559 году — «Правдивую хронику» Мариана Скота.
Автор ряда филологических сочинений: комментарии и схолии к Цицерону, Демосфену и др.